# Flånuten
Der Flånuten (norwegisch für Flachgipfel) ist ein 2725 m hoher Berg im ostantarktischen Königin-Maud-Land. Im Alexander-von-Humboldt-Gebirge des Wohlthatmassivs erstreckt er sich zwischen dem Talkessel des Livdebotnen und dem Gletscher Vindegghallet.
Kartografisch erfasst wurde er mittels Luftaufnahmen, die bei der Dritten Norwegischen Antarktisexpedition (1956–1960) entstanden. Seinen Namen erhielt er nach seinem abgeflachten Gipfel.